# トマス・ピット
トマス・"ダイヤモンド"・ピット（英語: Thomas "Diamond" Pitt、1653年7月5日 - 1726年4月28日）は、東インドとの貿易に関与したイングランド王国出身の商人。

## 初期の経歴
ピットはイングランド国教会の聖職者でブランドフォード・セント・メアリーの教区牧師のジョン・ピット（John Pitt）とサラ・ジェイ（Sarah Jay）の息子として、1653年7月5日にブランドフォード・フォーラムで生まれた。

## ムガル帝国にて
1674年、ピットはイギリス東インド会社に随行してインドに向かい、東インド会社が法的にインド貿易を独占している状況で「もぐり営業者」として独自に貿易を行った。1675年2月24日、イングランドの裁判所はピットの逮捕命令を出したが、1676年6月に命令がインドに届いた時点ではピットがペルシアへ貿易に向かっており、1676年12月19日にはイングランドの裁判所がピットの逮捕命令を再び出した。ピットは今度はマドラス当局に連行され、東インド会社の命令に従うよう約束させられたが、ただの口約束に終わり、1677年と1679年から1680年にかけて再びペルシアへ貿易に向かった。1681年にイングランドに一時帰国した後、東インド会社の裁判所は1682年2月15日にピットの身柄の拘束を命じたが、ピットは20日に出国してそれをかわした。その後も密貿易を続いたが、1683年2月5日にインドを離れて帰国するとすぐに逮捕され、以降訴訟により数年間イングランドを離れられず、1687年にようやく1,000ポンドの罰金刑という判決が下されたが、後に400ポンドに減額された。ピットは一旦ドーセットに落ち着き、続いて1690年にストラトフォードの荘園と近隣のオールド・サラムのバラを購入した。これにより、ピットは腐敗選挙区のオールド・サラム選挙区で庶民院議員に当選するようになったが、1689年の国民協議会で初当選したときはソールズベリー選挙区から出馬した。オールド・サラムの領地は以降ピットの子孫が代々相続した。ピットは1693年にインドに戻り、密貿易を再開した。裁判所は再びピットの密貿易を阻止しようとしたが失敗したため、もはや打つべき手がないと考えて1694年1月に東インド会社に雇うことを決定した。1695年には一時帰国して、ブレストにある東インド会社の船を取り戻すための会社代表を務めた。1695年10月28日、オールド・サラム選挙区で庶民院議員に再選した。
1697年11月26日、セント・ジョージ要塞総督に任命された。1702年にムガル帝国の現地スーバダールのダーウード・ハーン・パンニーが要塞を包囲すると、ピットは講和を指示された。彼は後にカーナティック地域の土地を一部購入した。また東インド会社の要塞に現地のヒンドゥー教徒の戦士を雇い入れてセポイとして駐留させた。さらに最新型の武器を配備してイギリス人士官を指揮官に置き、マドラスをムガル人の嫌がらせから守った。

## マドラス総督として
ピットは1698年7月7日にマドラス総督になり、1709年まで在職した。
1698年、「東インドと貿易をする英国会社」（English Company Trading to the East Indiesという新しい会社がトーリー党の商人からの出資200万ポンドで設立された。1699年8月、ステュアート家の代表として新会社からセント・ジョージ要塞の総督に任命されたジョン・ピットなる人物がマドラスに現れたが、イングランド本国政府はウィリアム3世に任命された者以外から命令を受けないよう厳命していた。
1700年12月4日、セント・ジョージ要塞の政府は闘鶏など伝統的な遊戯をマドラス住民の貧しさの原因とみてそれを禁止した。
彼の在任期間は「マドラス黄金時代」として知られている。彼はブラック・タウン（Black Town）の城壁を強化、同市を詳しく検分した。ピットは「5つの新しい町」（Five New Towns）、すなわちTiruvatiyoor、Kathiwakam、Nungambakkam、Vyasarpady、Sathangaduを獲得したことで知られた。
1709年1月28日、ピットの罷免が決定され、9月17日に正式に離任した。その後、ピットは10月25日にマドラスを離れ、ベルゲンに1年近く留まった後、1710年12月20日にイングランドに到着した。以降1710年11月25日にオールド・サラム選挙区で当選して庶民院議員に復帰、1714年2月16日と1715年に再選した。1716年8月3日にジャマイカ総督に任命されたため庶民院議員を辞任したが、総督に着任せず、1717年5月30日の補選でサースク選挙区から出馬して当選、1722年イギリス総選挙でオールド・サラム選挙区に返り咲いた。

## 家族
ピットは1679年/1680年1月1日にジェームズ・イネスとサラ・イネス（旧姓ヴィンセント）の娘ジェーン・イネス（Jane Innes）と結婚した。ジェーンはピットの商売相手マシアス・ヴィンセントの姪だった。2人は少なくとも4男2女をもうけた。うち長男のロバートは首相を2期務めた初代チャタム伯爵ウィリアム・ピット（「大ピット」）の父だった。ストラトフォード＝サブ＝キャッスルの洗礼記録によると、次男トマスと三男ウィリアムは双子だった。しかし、ウィリアムに関するそれ以外の記録が見つかっていないため、彼は夭折したとされる。次に生まれたジョンは軍人だった。次女のルーシーは初代スタンホープ伯爵ジェームズ・スタンホープと結婚、ほかにも娘のエセックス（Essex）がチャールズ・チャムリー（Charles Cholmondeley、1684年 - 1759年）と結婚した。
また、ロバート・ピットの息子にトマス・ピットがおり、初代チャタム伯爵の息子に19世紀初期のイギリス首相小ピットがいる。

## 摂政ダイヤ

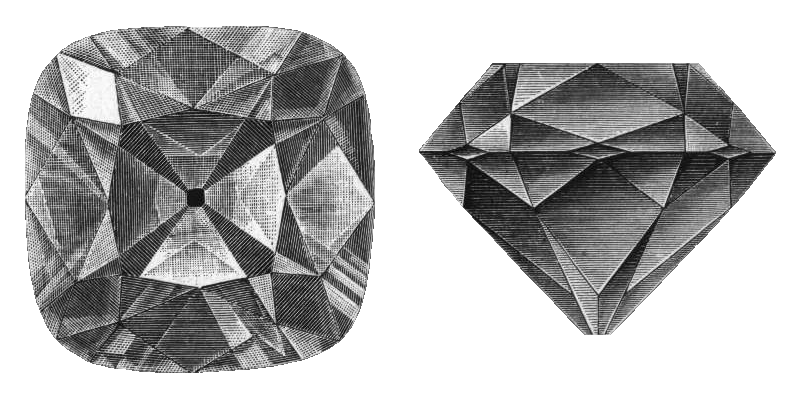
摂政ダイヤモンド、現ルーヴル宮殿所蔵。

ピットは410カラット（82グラム）の未加工のダイヤモンドを購入したことで知られる。彼は1701年にマドラスでジャムチャンド（Jamchand）というインド商人から購入していたが、そのダイヤはジャムチャンドがとあるイングランドの船長から購入したもので、その船長はダイヤをアブル・ハサン・クトゥブ・シャーの召使いから盗み出した。別の説では召使いがクリシュナ川沿岸のゴールコンダで発見したものであり、彼はダイヤを自身がゴールコンダ包囲戦から逃げる時に負った大きな傷の中に隠した。
ピットは48,000パゴダ（20,400ポンド）でダイヤモンドを購入、1702年にそれを長男ロバートの靴の中に隠して、イングランドに密輸した。1704年から1706年までの2年間、ロンドンのハリス（Harris）という宝石職人が原石から141カラット（28.2グラム）の宝石を切り出し、他にもいくつかのより小さな宝石を切り出した。小さな宝石はロシアのピョートル1世に売却された。一方、大きな宝石のほうはフランス王ルイ14世などヨーロッパ諸国の君主に売却することを何度か試みられた後、ジョン・ローが仲介してフランス摂政のオルレアン公フィリップ2世に135,000ポンドで売却され、フランスの戴冠用宝玉になった。その後、ルーヴル宮殿所蔵になり、1887年以降公開展示されている。
ピットはコピーホールドと呼ばれる土地を有しており、その土地の地主はピットの死後に彼の財産のうち価値の最も高いものを得ると定められた。もしダイヤモンドを売却していなかったら、相続上納物（相続税の一種）として没収されるはずだった。
摂政ダイヤモンドとの関連により、トマス・ピットは「ダイヤモンド・ピット」とあだ名されるようになった。

## 資産

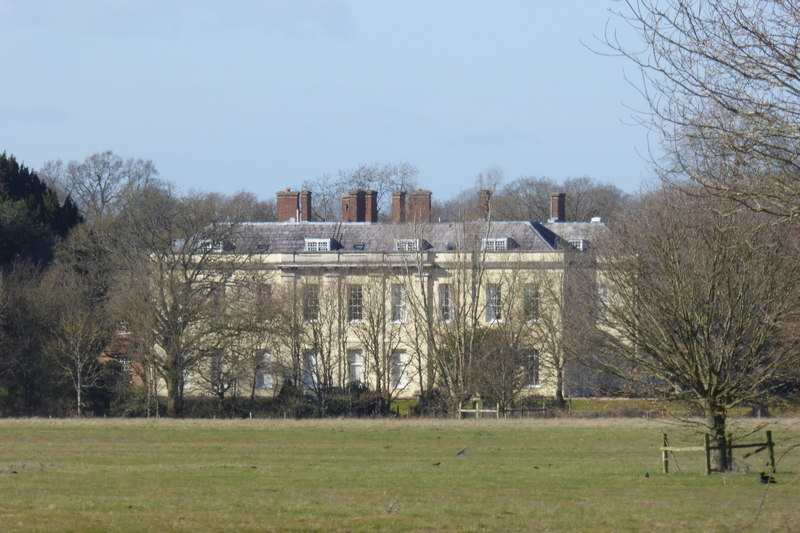
スワローフィールド

摂政ダイヤモンドの売却で大金を得たことで、ピットは財産を確保した。彼はストラトフォード＝サブ＝キャッスルのマウォーデン・コート（Mawarden Court）とブランドフォード（Blandford）のザ・ダウン（the Down）のほか、1717年にムーン男爵の未亡人からコーンウォールのボコノックを購入、後にドーセットのキナストン（Kynaston）、コーンウォールのブラドック（Bradock）、トレスキラード（Treskillard）、ブランネル（Brannell）、ドーセットとウィルトシャーの境界にあるウッドイェーツ、ハンプシャーのアボッツ・アン（ピットはアボッツ・アンの教会を再建した）、そしてピットが最も好んだバークシャーのスワローフィールド・パークを購入した。ピットは1726年にスワローフィールド・パークで死去した。